# Улица Василия Чумака
Улица Василия Чумака (укр. вулиця Василя Чумака) — улица в Соломенском (до 2001 г. — Жовтневом) районе Киева, проходит через местность Отрадный. Пролегает между бульваром Вацлава Гавела и улицей Героев Севастополя.

## История
Улица возникла в середине XX века под названием Новая. Современное название, данное в честь украинского поэта и общественного деятеля Чумак Василия Григорьевича, существует с 1957 года.

## Интересный факт
На адресных табличках встречаются три варианта названия: вулиця Чумака, вулиця В. Чумака, вулиця Василя Чумака (наиболее новые).

## Галерея

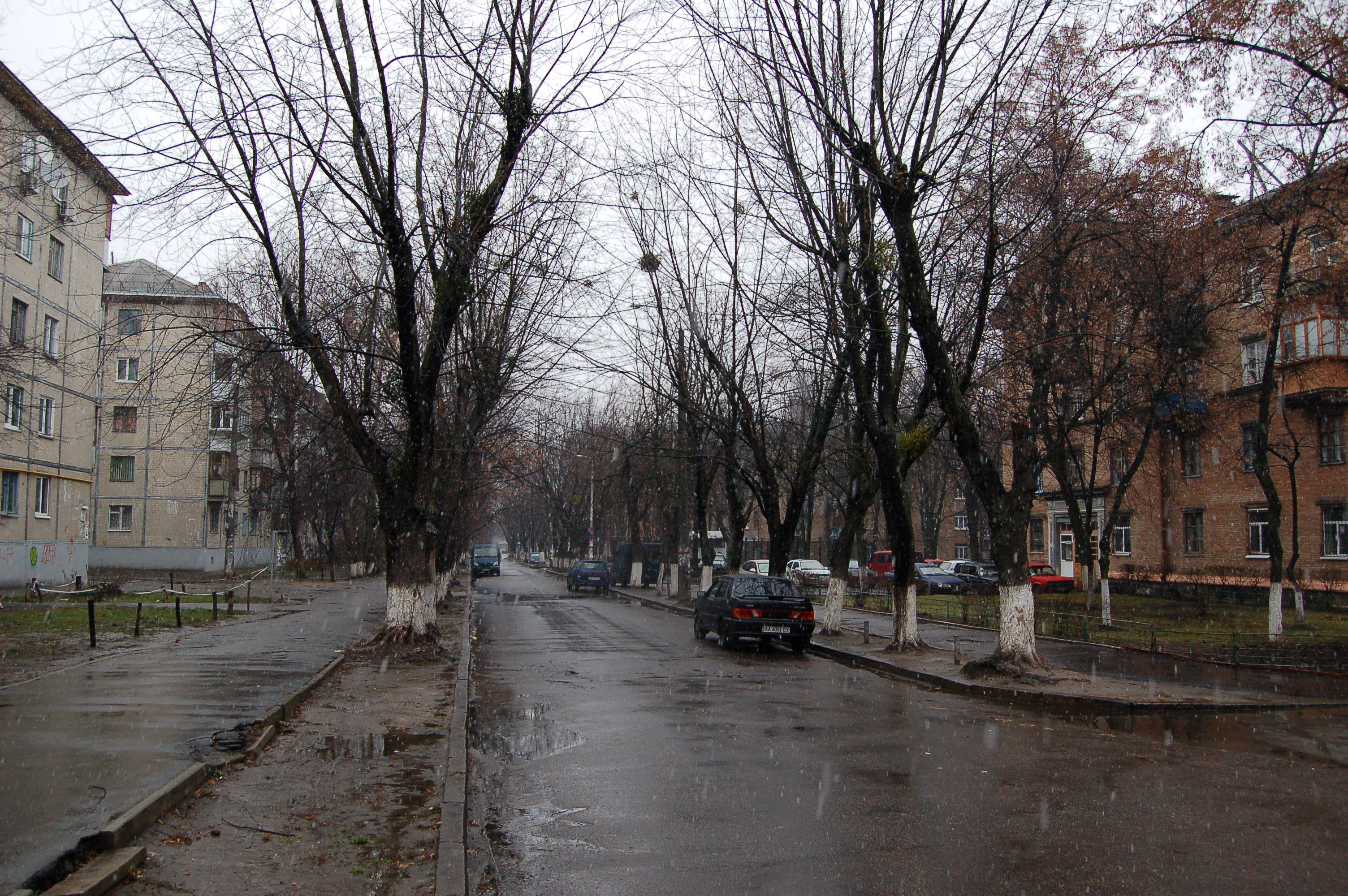
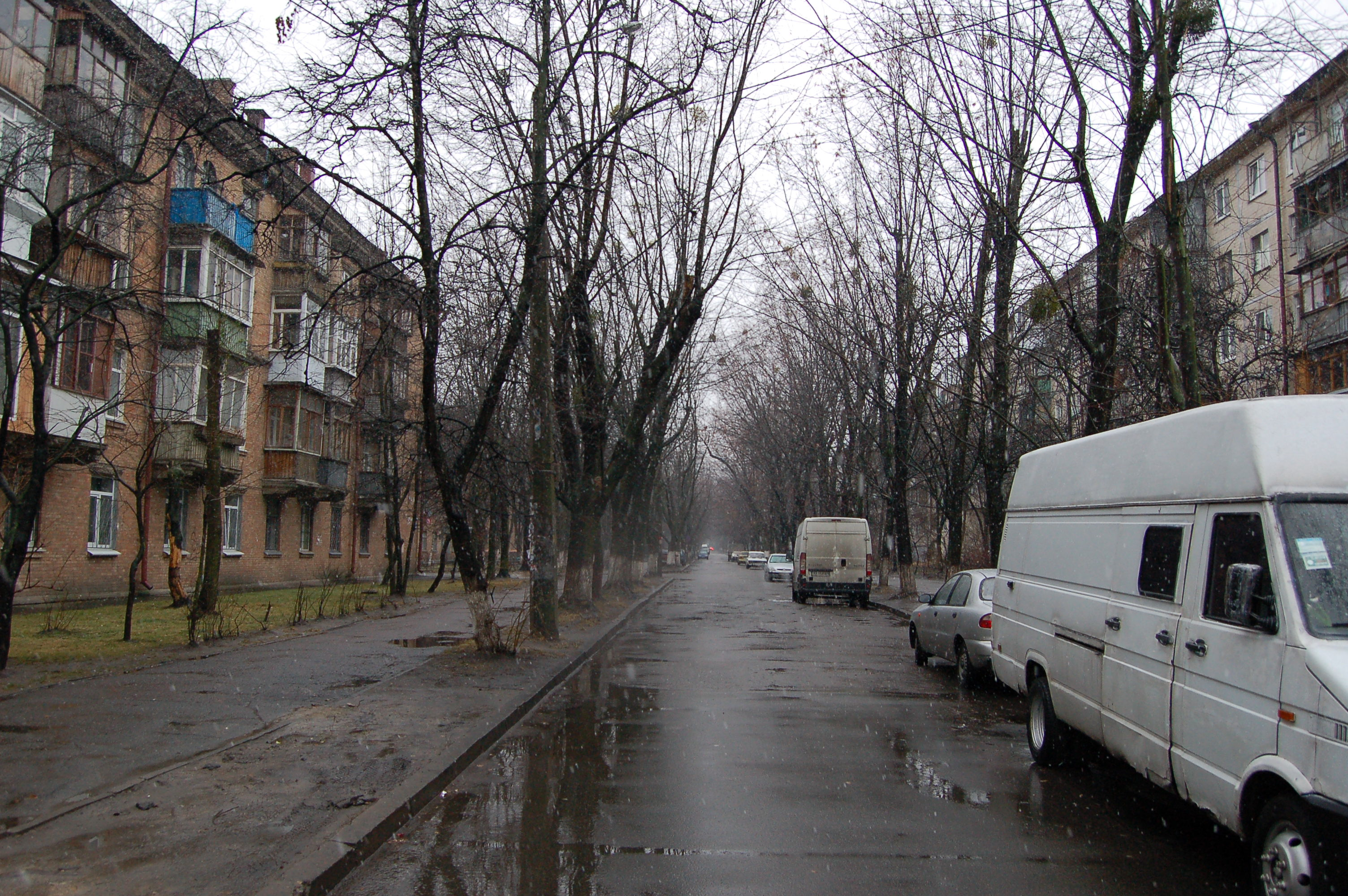
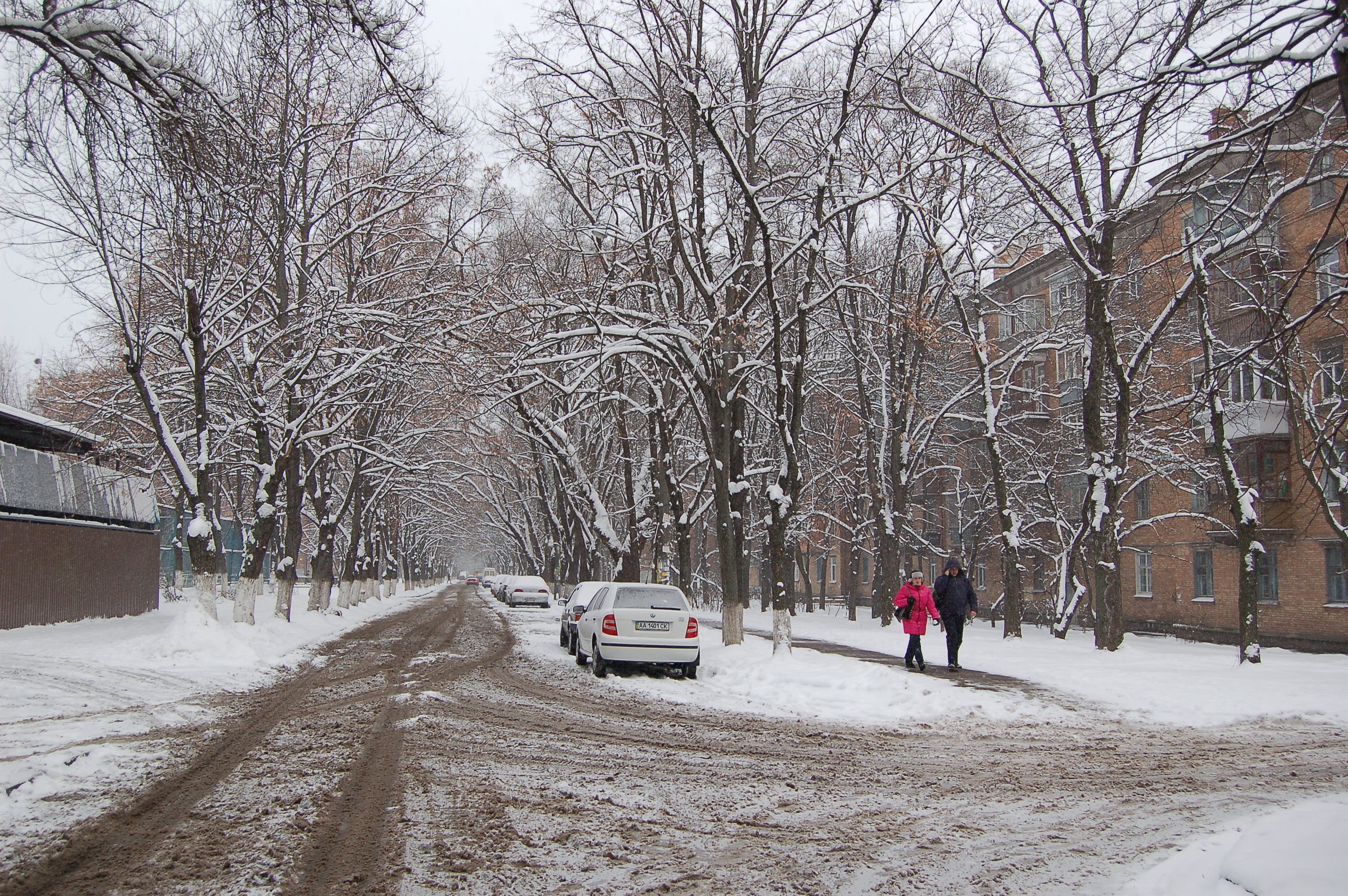
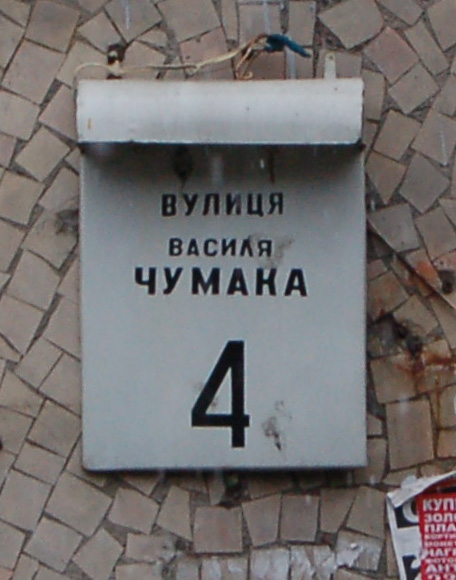
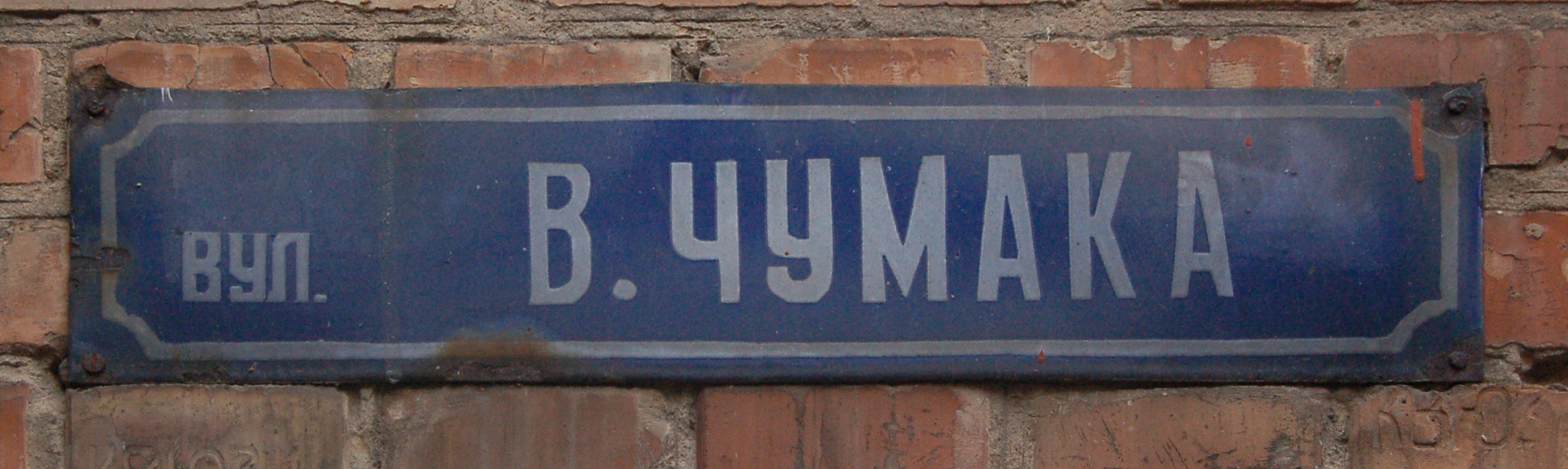
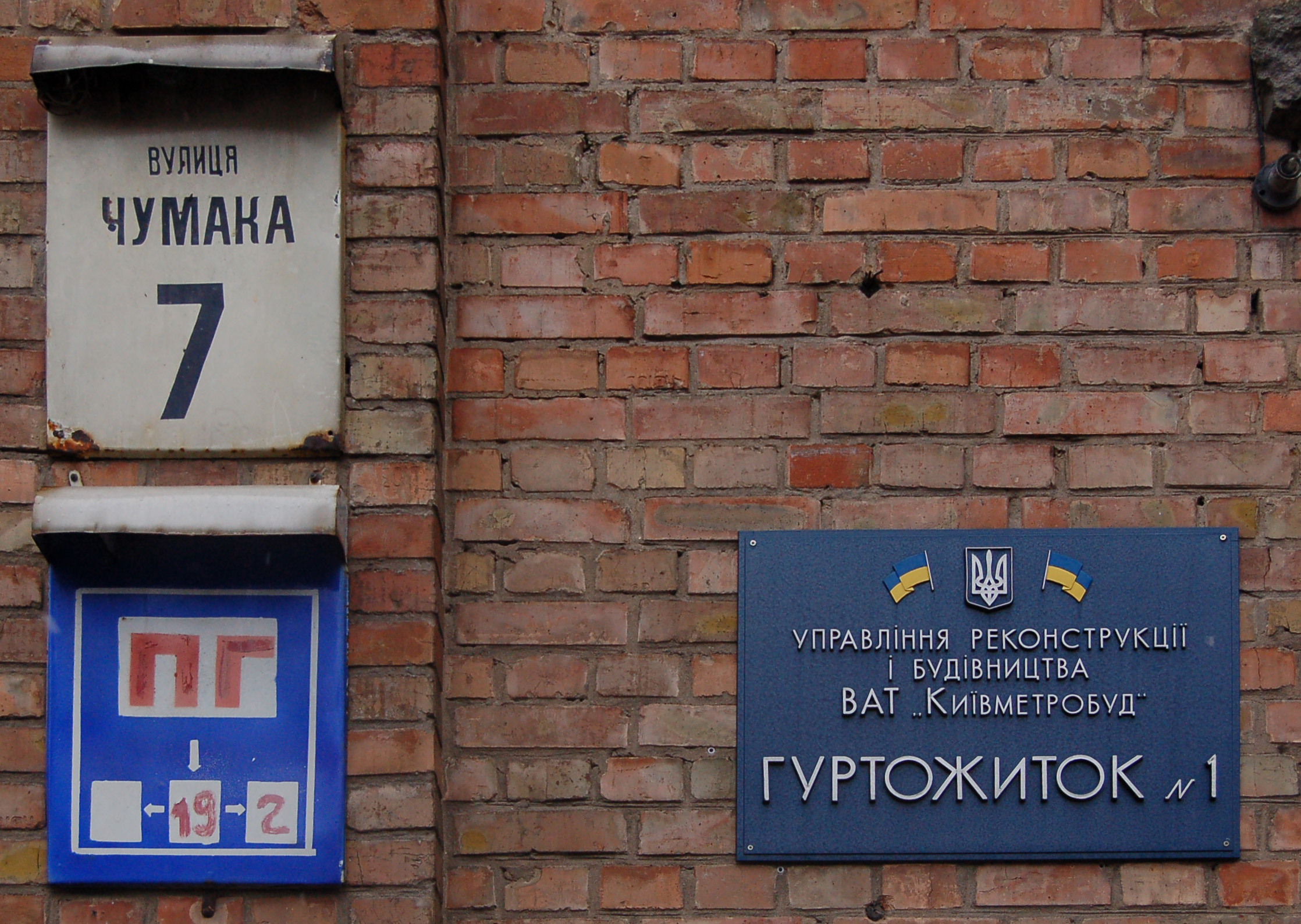